# Töftedals socken
Töftedals socken i Dalsland ingick i Vedbo härad, ingår sedan 1971 i Dals-Eds kommun och motsvarar från 2016 Töftedals distrikt.
Socknens areal är 145,81 kvadratkilometer varav 133,08 land. År 2000 fanns här 259 invånare. Sockenkyrkan Töftedals kyrka ligger i socknen.   

## Administrativ historik
Socknen har medeltida ursprung. 
Vid kommunreformen 1862 övergick socknens ansvar för de kyrkliga frågorna till Töftedals församling och för de borgerliga frågorna bildades Töftedals landskommun. Landskommunen uppgick 1952 i Dals-Eds landskommun som 1971 ombildades till Dals-Eds kommun. Församlingen uppgick 2010 i Dals-Eds församling.
1 januari 2016 inrättades distriktet Töftedal, med samma omfattning som församlingen hade 1999/2000.
Socknen har tillhört län, fögderier, tingslag och domsagor enligt vad som beskrivs i artikeln Vedbo härad. De indelta soldaterna tillhörde Västgöta-Dals regemente och Vedbo kompani.

## Geografi
Töftedals socken ligger väster om Ed vid gränsen till Norge kring Töftedalsån och med Kornsjöarna i väster. Socknen har odlingsbygd vid ån och är i övrigt en sjörik skogsbygd.

## Fornlämningar
Från bronsåldern finns spridda gravrösen. Från järnåldern tre mindre gravfält.

## Namnet
Namnet skrevs 1531 Tyfftedall syftar på gården/kyrkbyn vid Toftedalsån. Ett äldre namn på ån är Tyftan (1748) som möjligen sammanhänger med tuva.

## Befolkningsutveckling
| Befolkningsutvecklingen i Töftedals socken 1780–1990                                                    | Befolkningsutvecklingen i Töftedals socken 1780–1990 | Befolkningsutvecklingen i Töftedals socken 1780–1990 | Befolkningsutvecklingen i Töftedals socken 1780–1990 | Befolkningsutvecklingen i Töftedals socken 1780–1990 |
| --- | ---------------------------------------------------- | ---------------------------------------------------- | ---------------------------------------------------- | ---------------------------------------------------- |
| |                                                      |                                                      |                                                      |                                                      |
| År |                                                      |                                                      | Folkmängd                                            |                                                      |
| 1780 | 1780                                                 |                                                      | 558                                                  |                                                      |
| 1790 | 1790                                                 |                                                      | 586                                                  |                                                      |
| 1800 | 1800                                                 |                                                      | 632                                                  |                                                      |
| 1810 | 1810                                                 |                                                      | 524                                                  |                                                      |
| 1820 | 1820                                                 |                                                      | 633                                                  |                                                      |
| 1830 | 1830                                                 |                                                      | 737                                                  |                                                      |
| 1840 | 1840                                                 |                                                      | 947                                                  |                                                      |
| 1850 | 1850                                                 |                                                      | 1 044                                                |                                                      |
| 1860 | 1860                                                 |                                                      | 1 084                                                |                                                      |
| 1870 | 1870                                                 |                                                      | 964                                                  |                                                      |
| 1880 | 1880                                                 |                                                      | 1 118                                                |                                                      |
| 1890 | 1890                                                 |                                                      | 1 047                                                |                                                      |
| 1900 | 1900                                                 |                                                      | 1 053                                                |                                                      |
| 1910 | 1910                                                 |                                                      | 973                                                  |                                                      |
| 1920 | 1920                                                 |                                                      | 947                                                  |                                                      |
| 1930 | 1930                                                 |                                                      | 826                                                  |                                                      |
| 1940 | 1940                                                 |                                                      | 786                                                  |                                                      |
| 1950 | 1950                                                 |                                                      | 675                                                  |                                                      |
| 1960 | 1960                                                 |                                                      | 495                                                  |                                                      |
| 1970 | 1970                                                 |                                                      | 346                                                  |                                                      |
| 1980 | 1980                                                 |                                                      | 301                                                  |                                                      |
| 1990 | 1990                                                 |                                                      | 299                                                  |                                                      |
| Anm: Källor: Umeå universitet - Tabellverket 1749-1859, Demografiska databasen, CEDAR, Umeå universitet |                                                      |                                                      |                                                      |                                                      |